# Laura Wahl

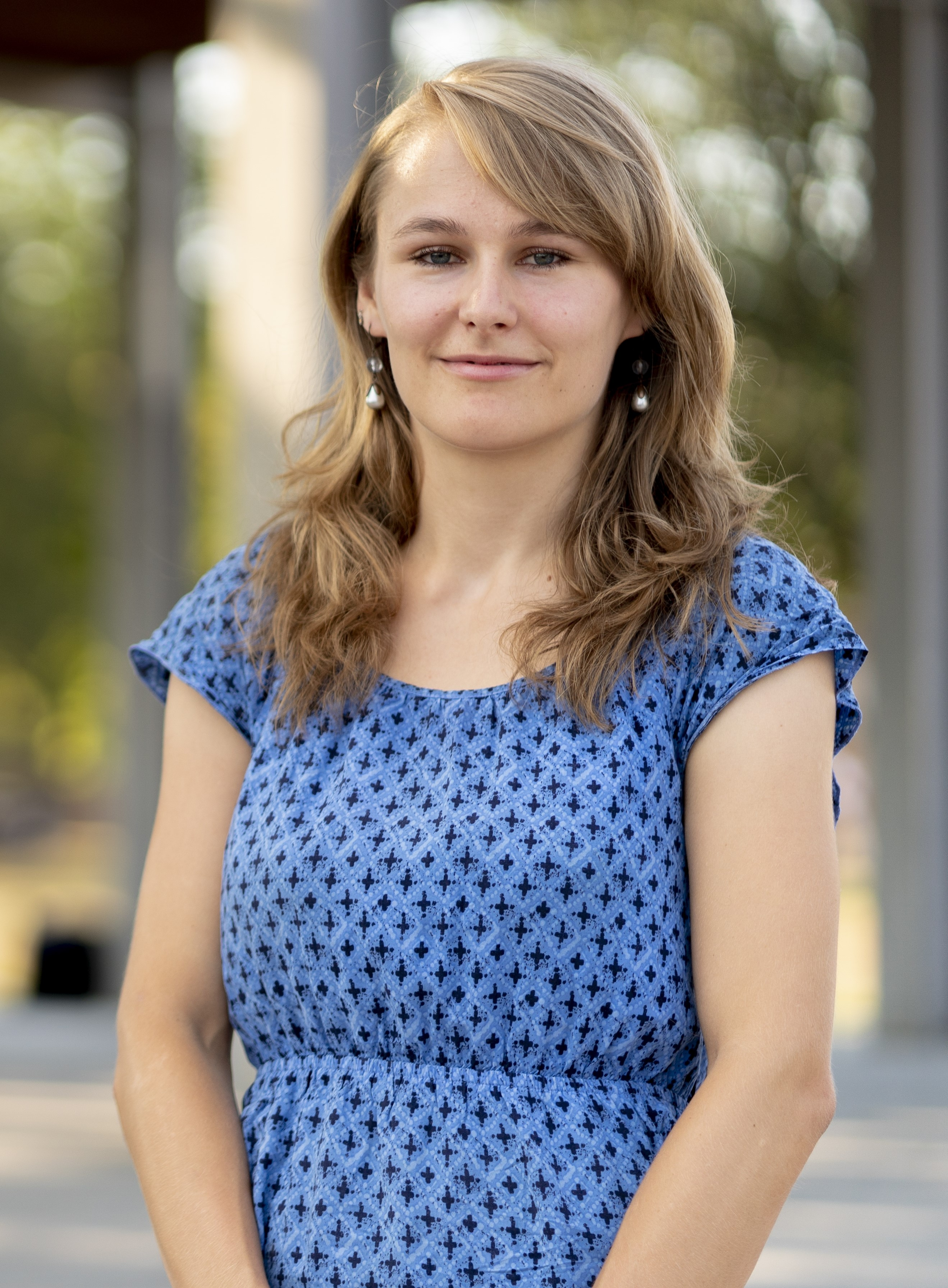
Laura Wahl

Laura Hanna Wahl (* 26. Oktober 1994 in Lörrach) ist eine deutsche Politikerin (Bündnis 90/Die Grünen) und vom März 2020 bis September 2024 Abgeordnete im Thüringer Landtag. Seit Mai 2019 ist sie auch Stadträtin in Erfurt.

## Leben
Wahl machte 2013 das Abitur in Lörrach. 2014 zog sie nach Thüringen absolvierte dort bis 2018 ihr Bachelor-Studium der Internationalen Beziehungen und Wirtschaftswissenschaften an der Universität Erfurt. Sie war außerdem von 2014 bis 2016 Mitglied der Hochschulgruppe „Impuls. Plural denken – Ökonomik gestalten“ und von 2015 bis 2016 studentische Vertreterin im Gleichstellungsbeirat der Universität. Im Herbst 2018 begann sie den Masterstudiengang Economics an der Universität Jena, den sie aufgrund ihres zwischenzeitlichen Einzugs in den Landtag nicht fortführte. Als Werkstudentin arbeitete Wahl von 2018 bis 2019 bei der DB Systel GmbH und vor Übernahme des Landtagsmandats als persönliche Referentin des Ministers im Thüringer Ministerium für Migration, Justiz und Verbraucherschutz. 
Wahl lebt in Erfurt. Nachdem sie 2024 aus dem Landtag ausgeschieden war, setzte sie Studium sowie berufliche Tätigkeit außerhalb der Politik fort.

## Politik
Wahl trat 2014 der Grünen Jugend und Bündnis 90/Die Grünen bei. 2015 bis 2016 war sie in Erfurt als Sprecherin der Grünen Jugend-Ortsgruppe aktiv und danach drei Jahre als Landessprecherin der Grünen Jugend Thüringen sowie deren frauen-, inter-, trans- und genderpolitische Sprecherin ehrenamtlich tätig. 2017 wurde sie Mitglied der 16. Bundesversammlung und nahm an der Wahl des Bundespräsidenten teil. Von 2018 bis 2019 war sie Teil der Arbeitsgruppe Perspektiven der Grünen Jugend, welche für den politischen Jugendverband weitreichende Strukturveränderungen erarbeitete. Bei der Kommunalwahl im Mai 2019 wurde sie zur Stadträtin in Erfurt gewählt und vertritt dann ihre Fraktion als stellvertretende Vorsitzende des Ausschusses für Stadtentwicklung, Bau, Umwelt, Klimaschutz und Verkehr. Bei der Kommunalwahl 2024 wurde sie als Erfurter Stadträtin wiedergewählt. 2021 bis 2024 war Wahl außerdem Vorsitzende des Aufsichtsrats der Erfurter Verkehrsbetriebe (EVAG).
Bei der Landtagswahl in Thüringen im Herbst 2019 trat sie als Direktkandidatin im Wahlkreis Gera II und auf der Landesliste von Bündnis 90/Die Grünen auf Platz 6 an. Sie zog in das Landesparlament im März 2020 ein, als Anja Siegesmund ihr Landtagsmandat niederlegte. Wahl wurde Sprecherin der grünen Landtagsfraktion für Verkehr, Umwelt, Energie, Naturschutz, Frauen-, Gleichstellungs- und Queerpolitik sowie für den Verfassungsausschuss. Außerdem wurde Wahl stellvertretende Vorsitzende des Landtagsausschusses für Umwelt, Energie und Naturschutz. Bei der Thüringer Wahl 2024 verfehlte die Liste von Bündnis 90/Die Grünen den Wiedereinzug in den Landtag, wodurch Laura Wahl aus diesem ausschied.